# Brissay-Choigny
Brissay-Choigny är en kommun i departementet Aisne i regionen Hauts-de-France i norra Frankrike. Kommunen ligger  i kantonen Moÿ-de-l'Aisne som ligger i arrondissementet Saint-Quentin. År 2022 hade Brissay-Choigny 297 invånare.

## Befolkningsutveckling
Antalet invånare i kommunen Brissay-Choigny
Referens: INSEE